# Magdalena Gabriela von Canossa

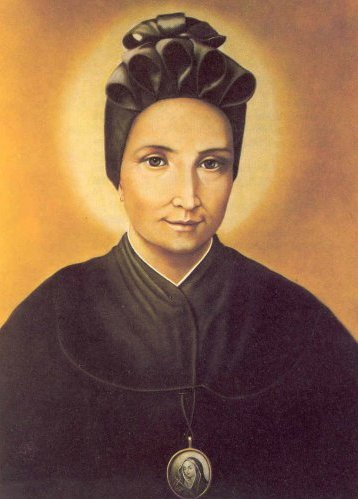
Hl. Magdalena von Canossa

Magdalena Gabriela Markgräfin von Canossa (it: Maddalena Gabriella dei marchesi di Canossa) (* 1. März 1774 in Verona; † 10. April 1835 ebenda) war eine italienische Ordensfrau, Ordensgründerin und Heilige.

## Leben
Sie war die Tochter vom Markgraf Ottavio von Canossa und der Gräfin Teresa Szluha. Ihr Vater verstarb im Oktober 1779 bei einem Unfall in den Lessinia während einer Wanderung, ihre Mutter heiratete 1781 den Marchese Edoardo Zenetti aus Mantua und verließ die Familie.
Nach kurzer Zeit in Karmelitenklöstern, 1791 in Verona und 1792 in Conegliano Veneto, kümmerte sie sich seit 1800 selbst um verwahrloste Kinder. Um dieser Aufgabe besser nachkommen zu können, bemühte sie sich um ein Haus, in dem zahlreiche Kinder versorgt und unterrichtet werden konnten. Dies konnte sie 1802 in der Pfarrei von San Zeno erwerben. 1808 überließ ihr Napoléon, zu dem die Familie Canossa gute Beziehungen unterhielt, das Kloster SS. Giuseppe e Fidenzio für ihre Gründung. 1810 wurde sie nach Venedig gerufen, um dort ebenfalls Wohlfahrtsschulen für Mädchen einzurichten. Dort arbeitete sie auch am Entwurf einer Regel, den sie 1814 vollenden konnte. Sie war einerseits von Vinzenz von Paul, andererseits von Regeln der Jesuiten beeinflusst. Aus ihrem Institut ging die Kongregation der „Canossianerinnen“, auch „Töchter der Liebe“ genannt, hervor. Schon Pius VII. äußerte sich 1816 in einem Breve lobend,  Papst Leo XII. bestätigte am 23. Dezember 1828 den Orden endgültig. Mit Antonio Rosmini stand sie seit 1820 in Kontakt und beeinflusste dessen Pläne für die Gründung der Rosminianer.
Das Seligsprechungsverfahren wurde schon unter Pius IX. 1877 eingeleitet, Pius XI. stellte 1927 ihre heroischen Tugenden fest. Magdalena wurde 1941 durch Papst Pius XII. selig- und 1988 durch Papst Johannes Paul II. heiliggesprochen.
Ihr Gedenktag in der Liturgie ist der 8. Mai.